# John Archibald Austen
Pour les articles homonymes, voir Austen.
John Archibald Austen, né à Buckland Brewer (près de Douvres) le 5 janvier 1886 et mort à Hythe (Kent) le 27 octobre 1948, est un dessinateur, graveur et illustrateur britannique.

## Biographie
Second fils de Walter John Clement Austen, charpentier, et de Priscilla Jane Hooker, fille d'un laboureur. John Archibald Austen devient d'abord l'apprenti de son père, mais en 1906, comme il est par ailleurs doué pour le dessin, son père décide de l'envoyer à Londres pour travailler dans la confection de meubles et les arts décoratifs. En arrivant dans la capitale, il s'inscrit à des cours du soir pour se perfectionner en dessin et découvre le travail d'Aubrey Beardsley, l'esthétisme, et les créations Art nouveau,. 
Il devient proche du cercle de Dorothy Richardson, qui était alors composé de figures bohémiennes assez excentriques, comme Alan Odle et Austin Osman Spare. Il adopte leurs codes vestimentaires et portent les cheveux très longs. Richardson l'apprécie beaucoup. Il épouse le 15 avril 1919, Ruby Florence Thomson dite « Tommy », qui deviendra l'un de ses modèles. Il expose dès la fin des années 1910 à la Royal Society of British Artists, dont il devient membre en 1921. Il vit à cette époque à St John's Wood et a pour voisin Odle et Dorothy Richardson.
Sa production destinée à l'illustration d'ouvrages est dès lors très importante, elle comprend sur une période de 25 ans, près d'une cinquantaine de livres, sans compter les collaborations à des périodiques (Penny Illustrated Paper (en), Everyman, Radio Times, The Golden Hind, etc.),  et à des éditions bibliophiliques tirées à peu d'exemplaires. Austen signe une anthologie poétique illustrée en 1924 intitulée Rogues in Porcelain, A Miscellany of 18th Poems (Chapman & Hall), puis expose avec Odle, et Harry Clarke en 1925, grâce à l'influent critique Haldane MacFall,. De son côté, Richardson lui consacre une étude, John Austen and the Inseparables, publiée chez William Jackson en 1930, l'année où Austen, très malade, et Tommy, décident de quitter Londres et partir vivre dans le Kent, à New Romney. Dans son essai, Richardson constate avec acuité que dès 1925, le style d'Austen s'est totalement émancipé de Bearsdley.
Avec le temps, il se met à la gravure sur bois mais n'abandonne pas le dessin ; son art s'exporte auprès des éditeurs américains. Il décroche également un poste d'enseignant à la Canterbury and Thanet Schools of Art. En 1937, il publie un manuel, The ABC of Pen and Ink Rendering, dans lequel, à propos de ses contemporains, il consacre huit pages à Odle, signe d'une admiration intacte, contre une seule à Eric Fraser ou Rockwell Kent.
Juste avant la guerre, sa santé se détériore à nouveau ; lui et sa femme décident de déménager, louant une nouvelle maison, The Rose Cottage, à Hythe (Kent). Austen va y vivre dix ans, jusqu'à sa mort, ne cessant de travailler, mais les commandes sont rares. Les années d'après guerre sont particulièrement dures pour lui : de plus en plus affaibli, il fait appel à ses amis qui lui obtiennent une pension (Civil List' pension). Au moment de son décès en 1948, certains journaux comme The Sunday Times, le cite comme un « important graveur et illustrateur ». Son épouse meurt à Folkestone le 17 août 1967,.

## Sélection d'ouvrages illustrés
- Ralph Holbrook Keenm, The Little Ape and Other Stories, Henderson, 1921.
- William Shakespeare, Hamlet, Selwyn & Blount, 1922.
- Iona et Peter Opie, The Key, Madam! Tales of Passed Times, 1922.
- Eden Phillpotts, The Treasures of Typhon, Londres, Grant Richards, 1924.
- Benjamin Disraeli, Ixion in Heaven, Jonathan Cape, 1925.
- Longus, Daphnis and Chloe, Bles, 1925.
- H. G. Wells, Christina Alberta's Father, Londres, Jonathan Cape, 1925.
- Lord Byron, Don Juan, The Bodley Head, 1926.
- Laurence Sterne, Tristram Shandy, The Bodley Head, 1927.
- James Branch Cabell, Something About Eve: A Comedy of Fig-leaves, Londres/New York, The Bodley Head, 1927.
- Gustave Flaubert, Madame Bovary, The Bodley Head, 1928.
- L’Abbé Prevost, Manon Lescaut, Bles, 1928.
- Norman Douglas, South Wind, Chicago, Argus Books, 1929.
- Pierre Louÿs, The Collected Tales of Pierre Louÿs, Chicago, Argus Books, 1930.
- Jane Austen, Persuasion, Avalon Press, 1946.

Exemples d'illustrations et gravures d'Austen
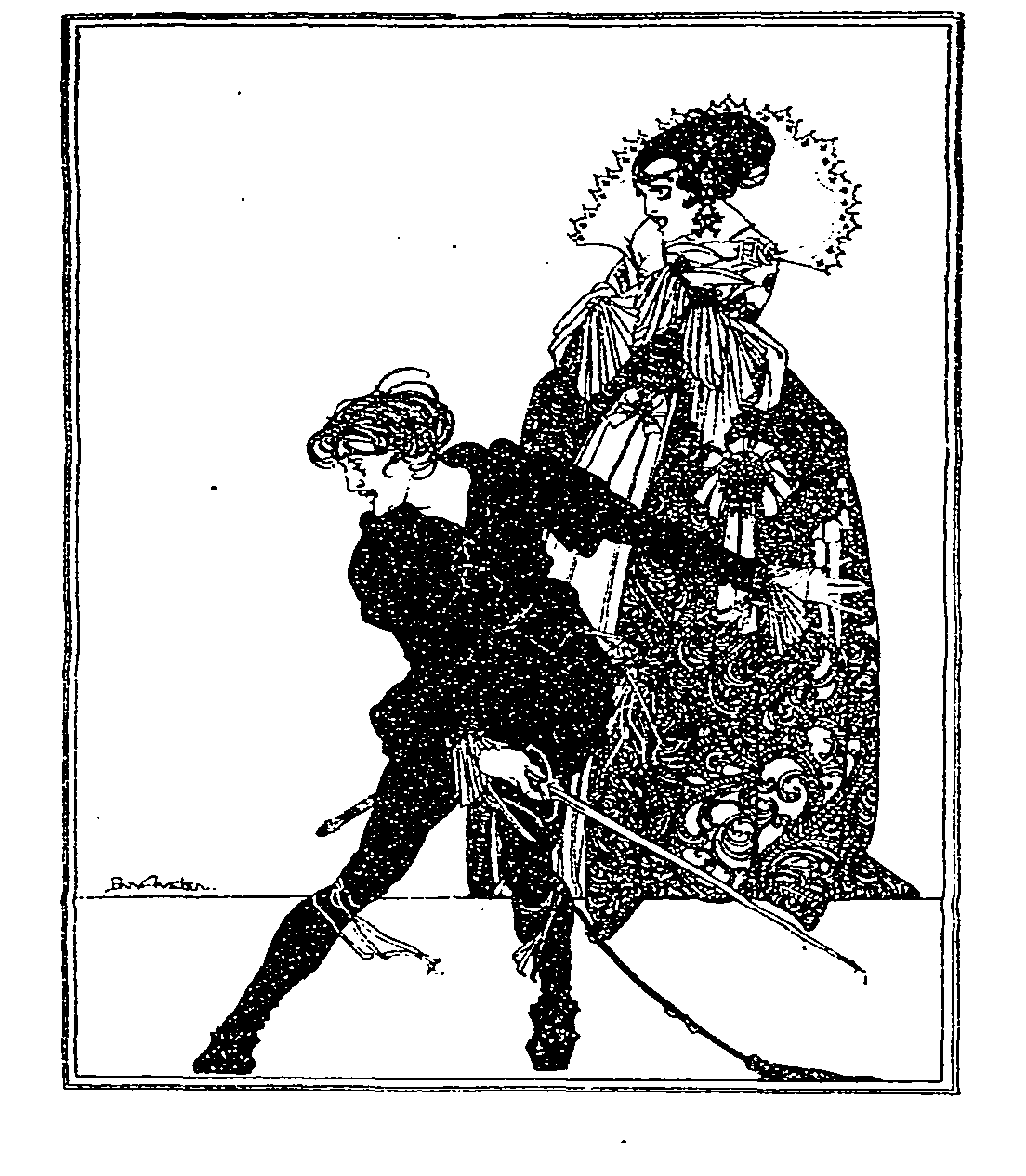
Un des dessins pour l'édition du Hamlet (1922)
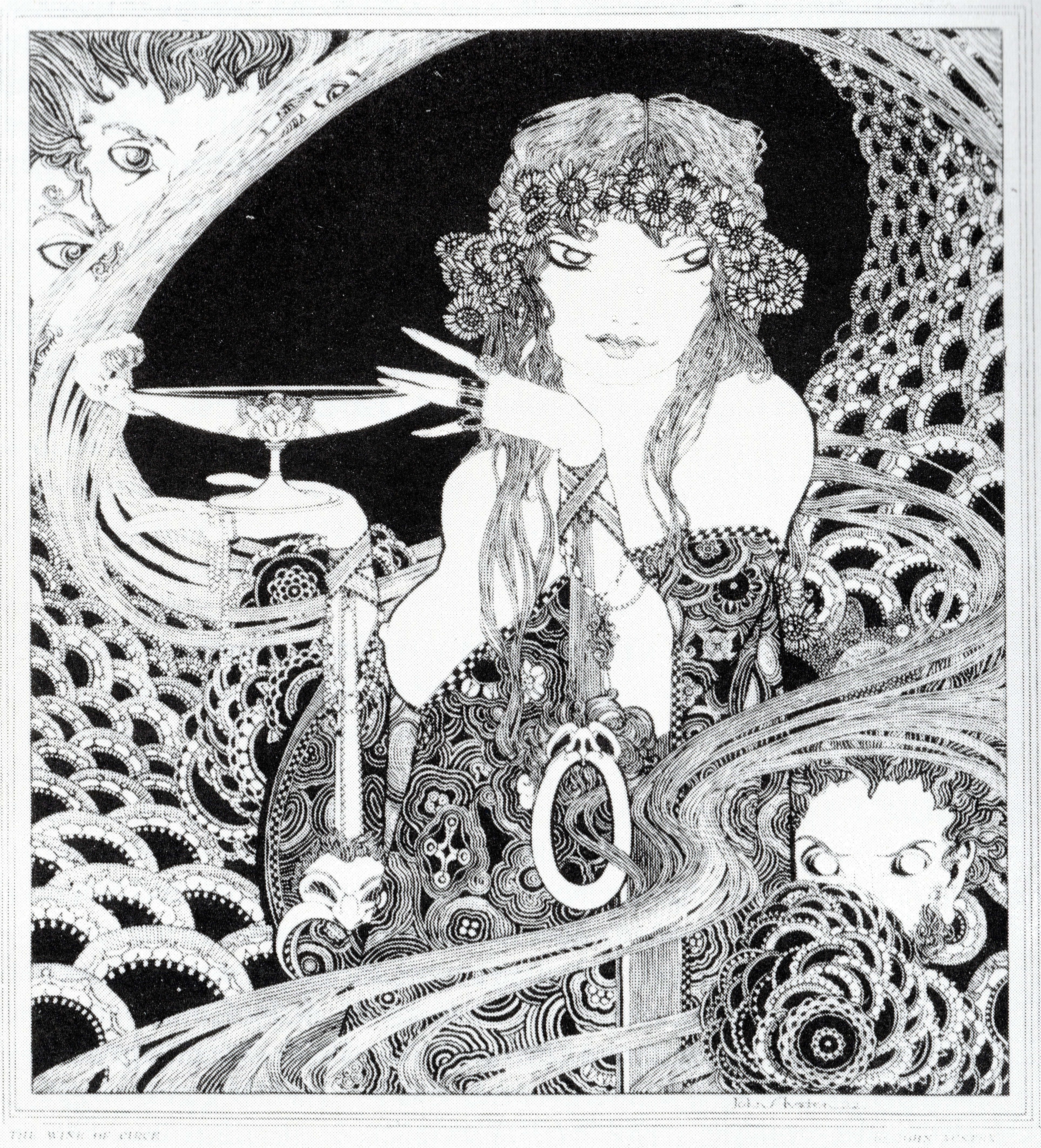
The Wine of Circe, publié dans The Golden Hind (janvier 1923)
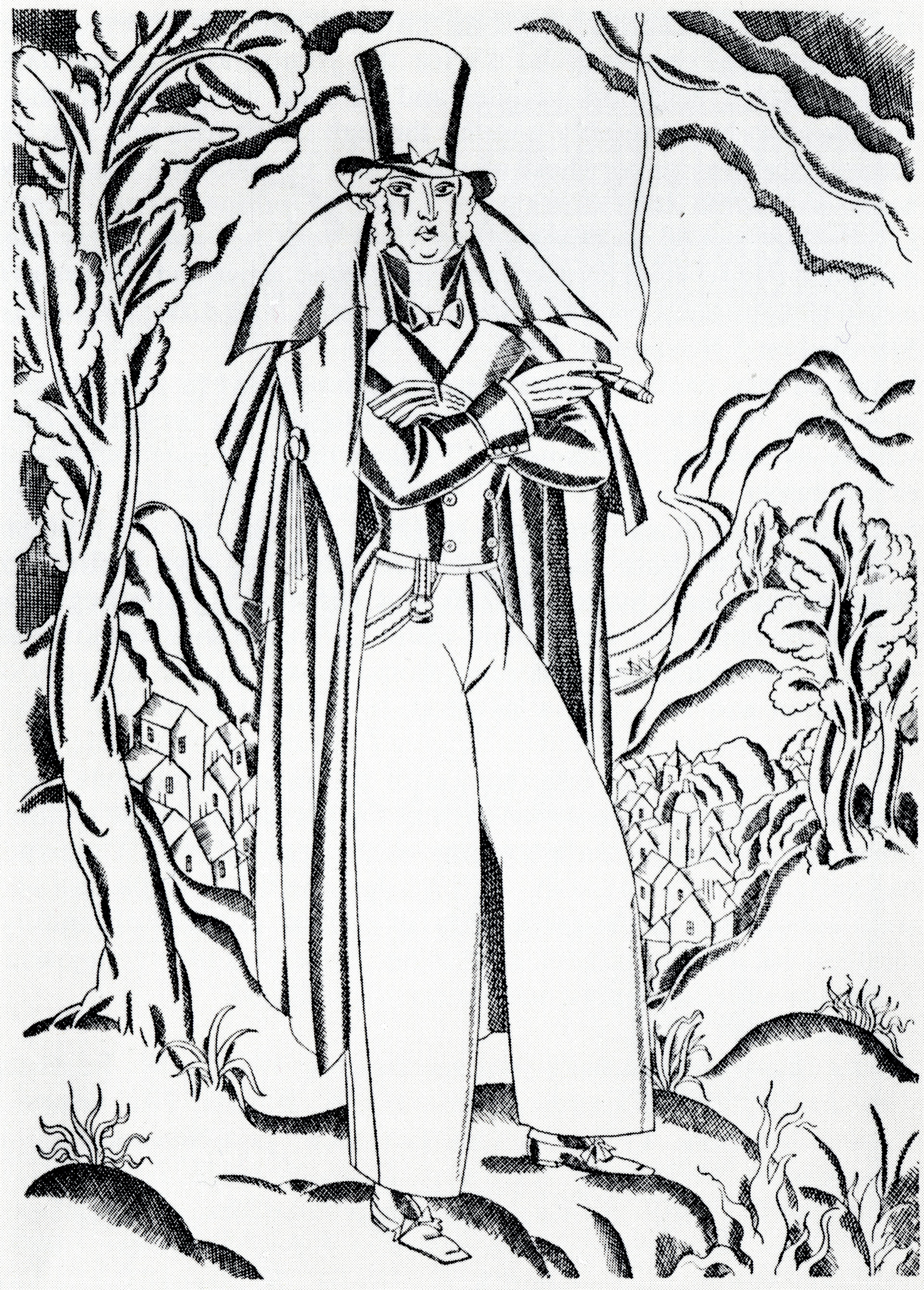
Dessin pour The Infernal Marriage (1929) de Benjamin Disraeli
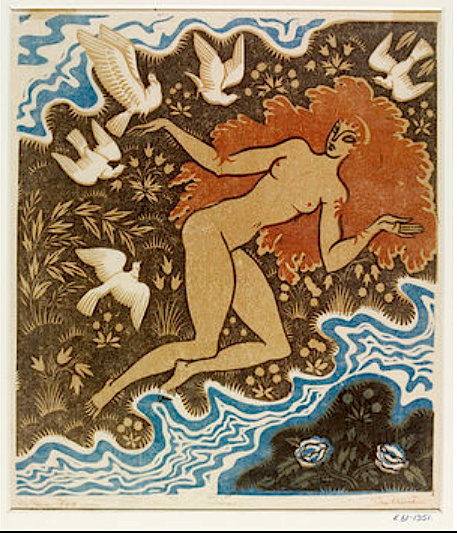
Cythera (1930) bois gravé en couleurs
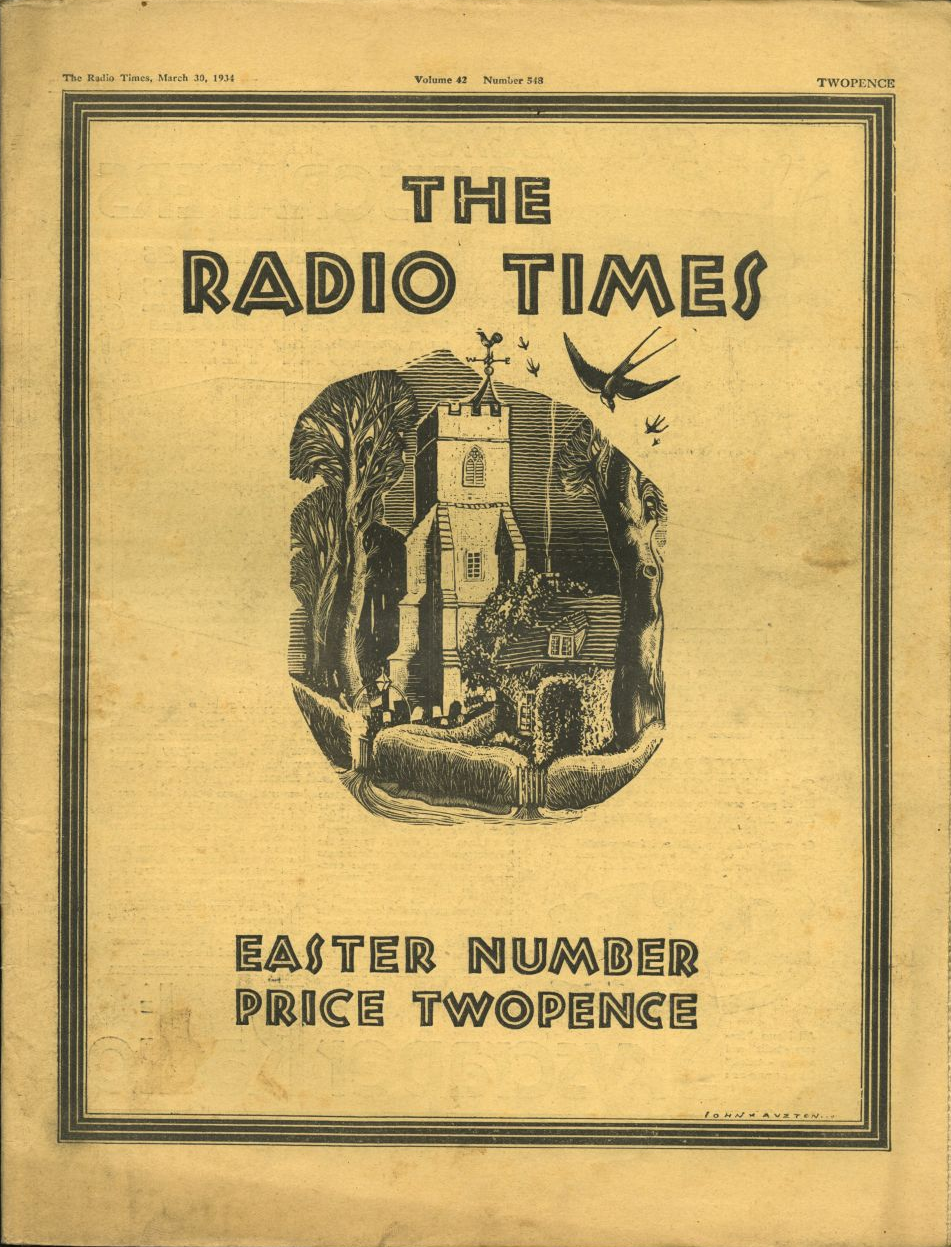
Motif gravé pour la couverture de Radio Times (1934)
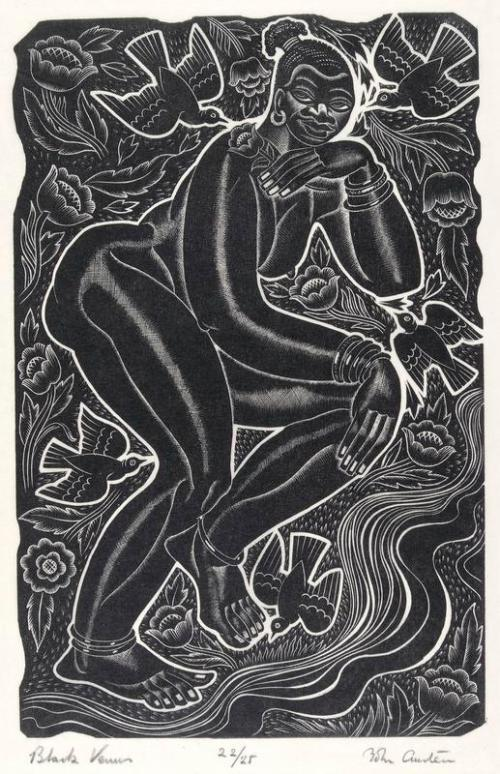
Black Venus, bois gravé, Aberdeen Art Gallery (en)